# ドミニカ共和国中央銀行
ドミニカ共和国中央銀行（ドミニカきょうわこくちゅうごうぎんこう、スペイン語: Banco Central de la República Dominicana、略称: BCRD）は、ドミニカ共和国の中央銀行である、本店をサントドミンゴ市に置く。1947年10月9日に中央銀行の銀行法・金融法が制定し、創設された。
ドミニカ共和国中央銀行設置法では、紙幣（銀行券）の発行調整、金融・通貨安定化を確保するための予備金保有、国の通貨、金利政策を優先的に操作できる権限などを規定している。

## 外部サイト
- （スペイン語） （英語） ドミニカ共和国中央銀行公式サイト